# Flughafen Visakhapatnam

i7
i11
i13
Der nur ca. 3 m hoch gelegene Flughafen Visakhapatnam (englisch Visakhapatnam Airport, auch Vizag Airport, IATA-Code: VTZ, ICAO-Code: VOVZ) ist ein nationaler Flughafen ca. 8 km nördlich der Millionenstadt Visakhapatnam im Bundesstaat Andhra Pradesh an der Ostküste Indiens am Golf von Bengalen.

## Geschichte
Der Visakhapatnam Airport existiert bereits seit den 1960er Jahren als Marineflughafen; im Jahr 1981 fand der erste zivile Flug statt. Im Jahr 2007 wurde die Start- und Landebahn auf eine Länge von 3050 m verlängert. Das neue Terminal wurde zwei Jahre später in Betrieb genommen. 

## Verbindungen
Verschiedene indische Fluggesellschaften betreiben mehrmals täglich stattfindende Linienflüge nach Hyderabad, Bangalore, Delhi, Chennai, Mumbai und Kalkutta; regionale Flüge, z. B. nach Kurnool, Rajahmundry oder Vijayawada finden nur etwa einmal täglich statt.

## Sonstiges
- Betreiber des Flughafens ist die Airports Authority of India.
- Es gibt eine Start-/Landebahn mit 3050 m Länge.